# Eleccions presidencials dels Estats Units de 2008
Les eleccions presidencials dels Estats Units de 2008 es van celebrar el dia 4 de novembre de 2008. Enfrontaren Barack Obama del Partit Demòcrata i John McCain del Partit Republicà. Les eleccions determinaren els electors del Col·legi Electoral dels Estats Units, i el candidat presidencial que va rebre una majoria de vots (el mínim és 270, Obama en va obtenir 365) per part del Col·legi Electoral, Obama, va convertir-se en el 44è President dels Estats Units, mentre que el candidat vicepresidencial Joe Biden va convertir-se en el 47è Vicepresident dels Estats Units.
Tal com va ocórrer en les eleccions presidencials de 2004, l'assignació dels vots electorals a cada estat es basà parcialment amb el cens dels Estats Units corresponent a l'any 2000. El president i el vicepresident electes prengueren possessió dels càrrecs el dimarts, 20 de gener de 2009.

## Característiques de les eleccions

### Primeres eleccions sense titulars actuals en 80 anys
Quan un president deixa el càrrec, moltes vegades es considera al vicepresident com el seu successor legítim, almenys davant el seu partit polític.
En les últimes tres administracions presidencials amb un president sortint després de dos mandats (les d'Eisenhower, Reagan, i Clinton), el vicepresident correspondent assumí immediatament la cursa per la presidència (Richard Nixon va perdre les eleccions presidencials de 1960, George H. W. Bush guanyà les de 1988, mentre que Al Gore va perdre les celebrades el 2000).
A les eleccions presidencials de 1968, Lyndon Baines Johnson decidí al principi buscar la reelecció. Es va presentar a les primàries de Nou Hampshire i guanyà, però posteriorment, en un discurs televisat a nivell nacional, anuncià que no buscaria la reelecció. L'aleshores vicepresident Hubert Humphrey decidí presentar-se i es convertí en el candidat pel Partit Demòcrata.
Amb la resta dels últims vicepresidents, tant com Dan Quayle i Walter Mondale han participat també en la cursa a la Casa Blanca en diverses ocasions. Mondale succedí com a candidat del seu su partit al seu president Jimmy Carter, després del seu primer i únic mandat. Tanmateix, Quayle no aconsiguí guanyar les eleccions a la presidència.
El vicepresident actual dels Estats Units, Richard Bruce Cheney, anuncià el 2001 que mai es presentaria a l'elecció, afirmació que reiterà el 2004. Durant el programa Fox News Sunday, Cheney declarà: "El que diré ho diré tan clar com pugui... Si surto nominat, no em presentaré; si surto elegit, no prendré possessió del càrrec.".
La cursa a la Casa Blanca del 2008 no contarà, d'aquesta manera, amb cap candidat titular d'algun càrrec actualment, essent unes eleccions "obertes" en la que ni el president ni el vicepresident actuals seran candidats.
Assumint que Cheney no cambiarà d'opinió, les eleccions de 2008 es convertiran en la primera ocasió des de 1928 (fa 80 anys) en la que ni el President ni el Vicepresident participaran en la cursa presidencial.

### "Les eleccions més cares de la història dels Estats Units"
El gener de 2007, el president de la Comissió d'Eleccions Federals, Michael Toner, afirmà que les eleccions presidencials nord-americanes de 2008 es convertiren en "les més cares de tota la història nord-americana".
Toner estimà que les eleccions de 2008 serien unes "eleccions de 1000 milions de dòlars" i que perquè s'ho agafi seriosament, un candidat necessitarà reunir almenys 100 milions de dòlars per a finals de 2007.
Els costos de les campanyes presidencials han augmentat de forma significativa en els últims anys. Una font informà que si s'uneixen els costos de les campanyes (per a les primàries, les generals i les convencions polítiques) tant del partit demòcrata como del republicà, aquestos costos han experimentat un increment de més del doble en vuit anys ($448,9 milions en les eleccions presidencials de 1996, $649,5 milions en les eleccions de 2000, i $1.016,5 milions en les eleccions de 2004).

## Candidats oficials

### Candidats delPartit Demòcrata

#### Candidats elegits

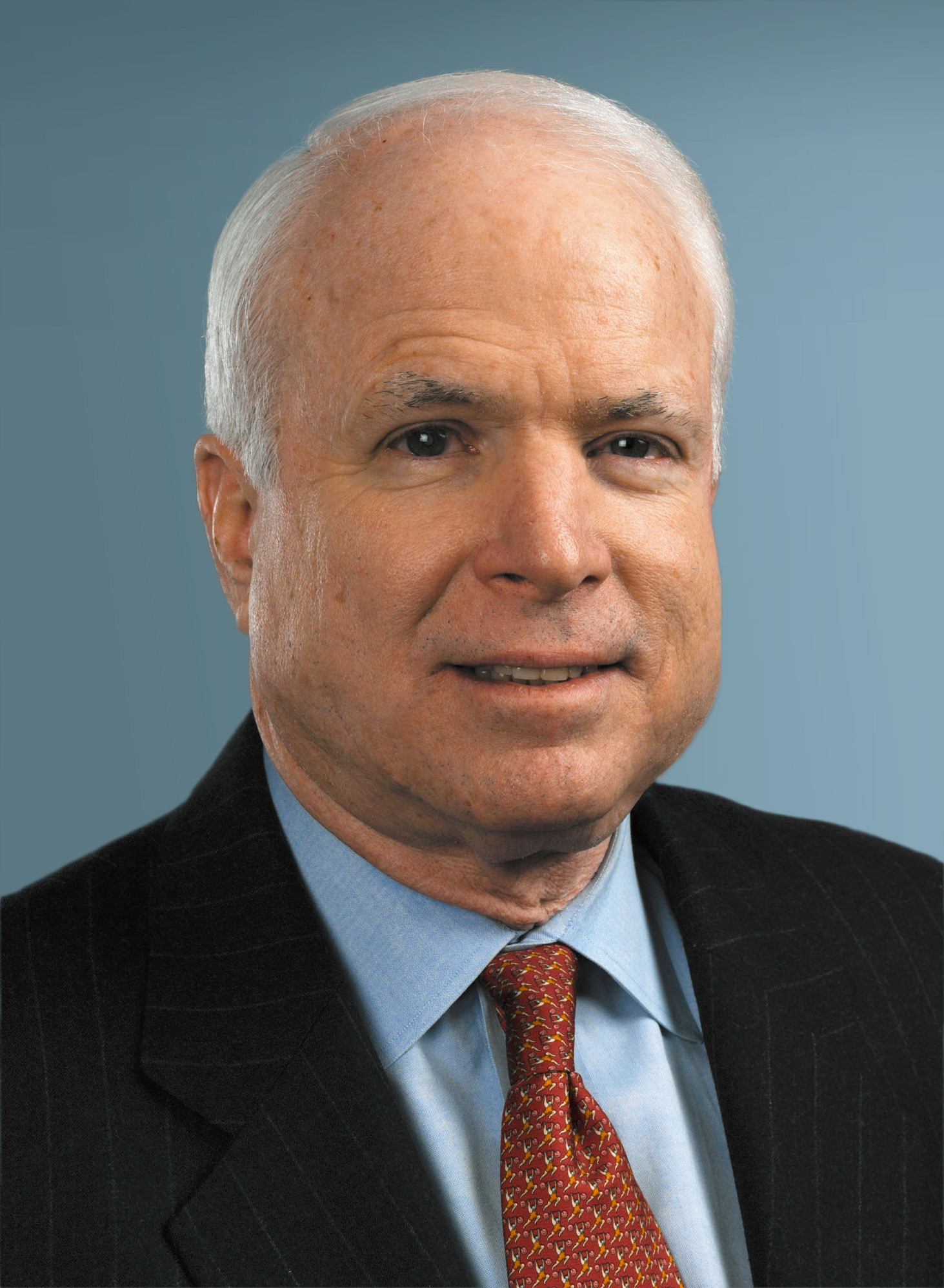
Candidat a la Presidència: Senador John McCain
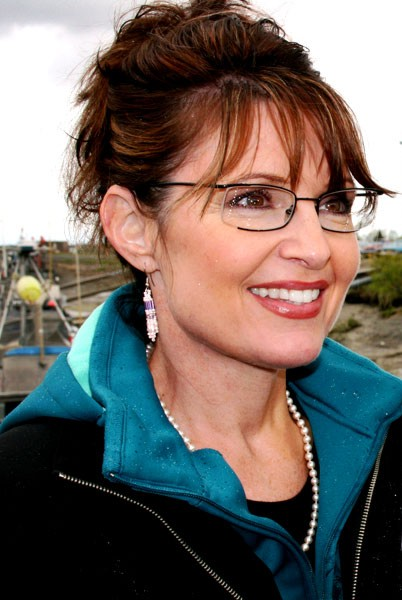
Candidata a la Vicepresidència: Governadora Sarah Palin

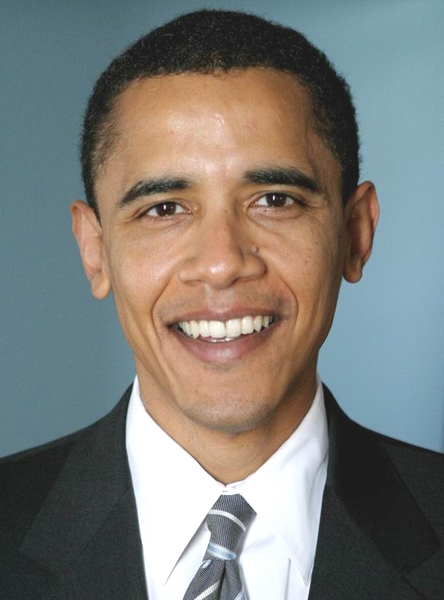
Candidat a la Presidència: Senador Barack Obama
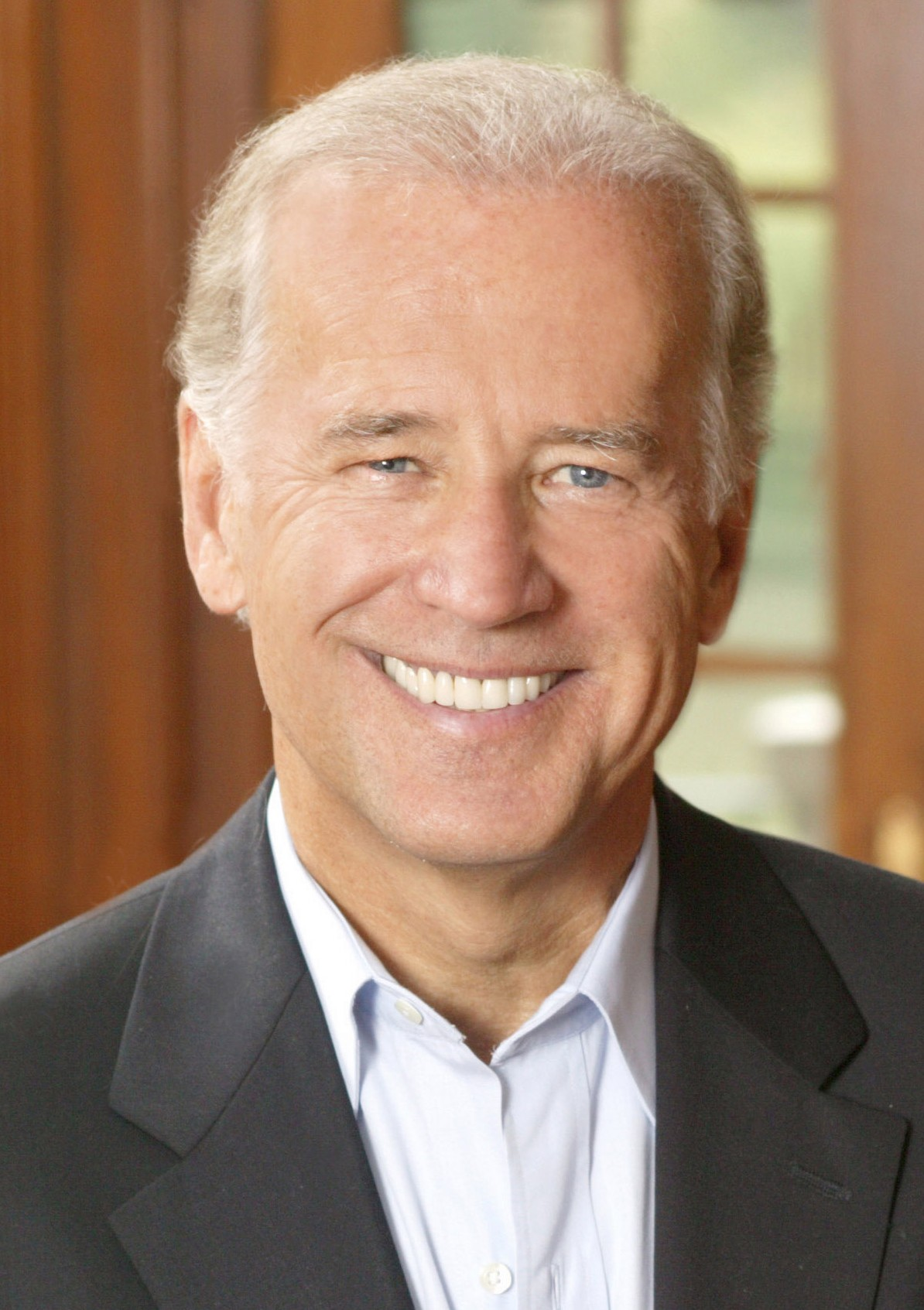
Candidat a la Vicepresidència: Senador Joe Biden

#### Candidats derrotats

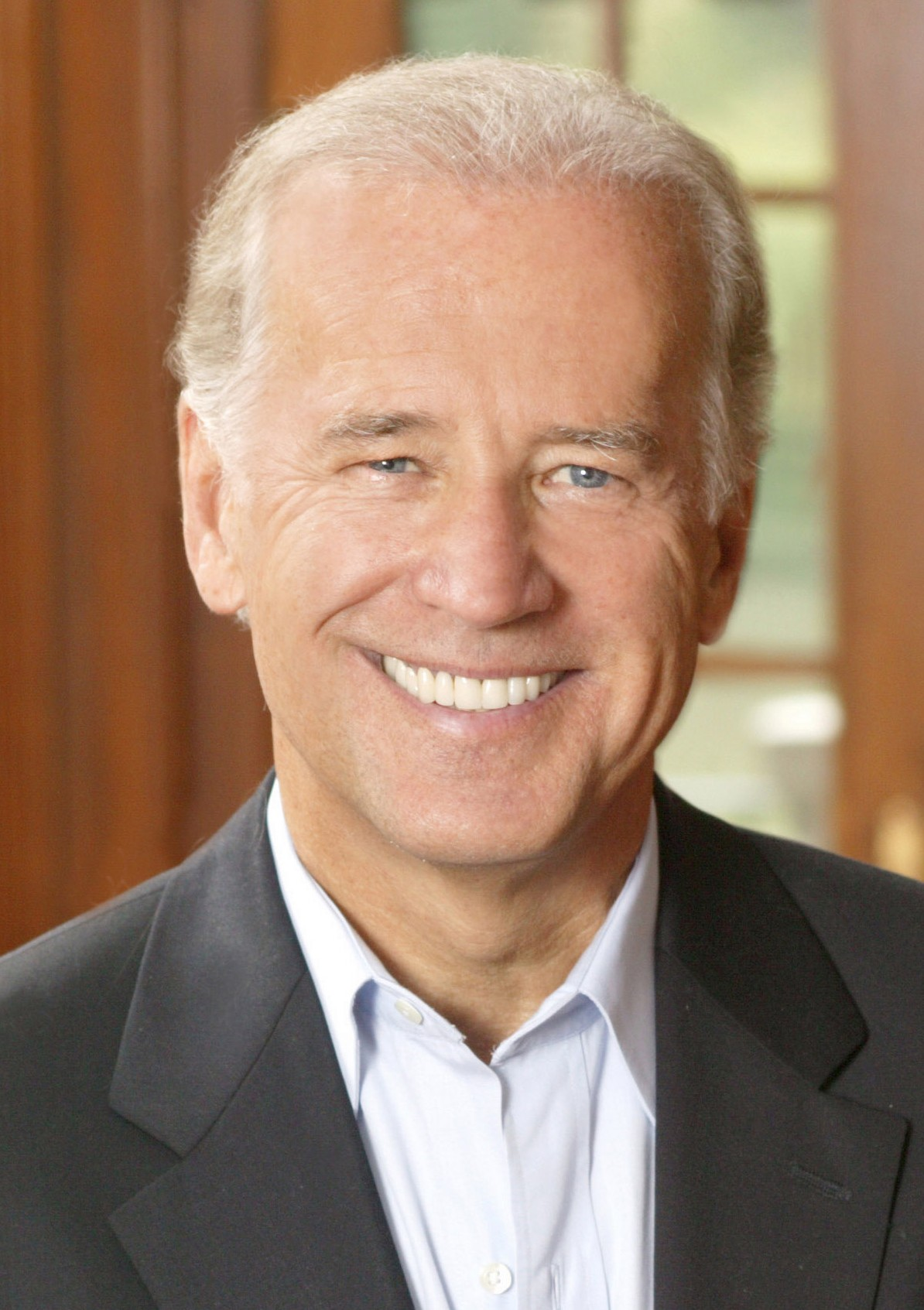
Candidat a la presidència derrotat Senador Joe Biden
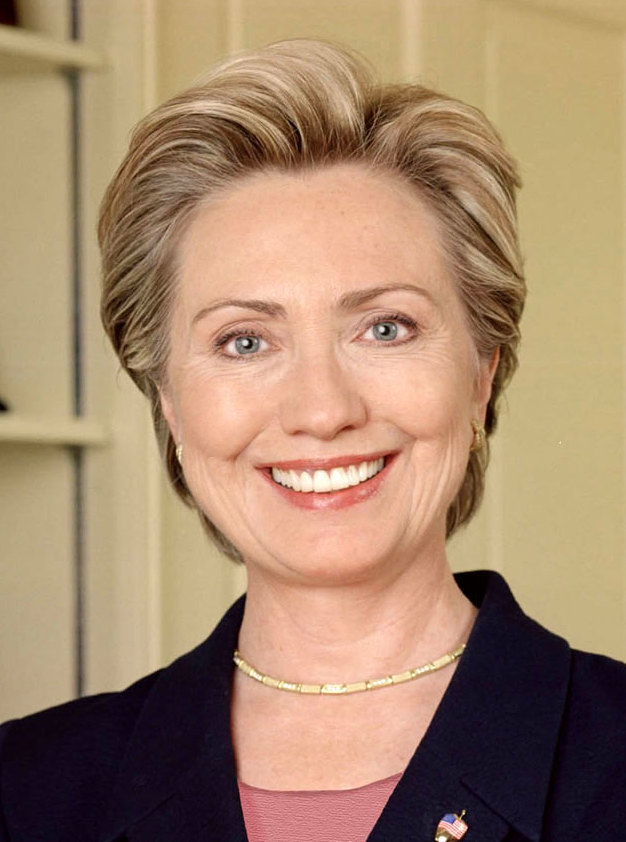
Candidata a la presidència derrotada[1] Senadora i exprimera dama Hillary Rodham Clinton
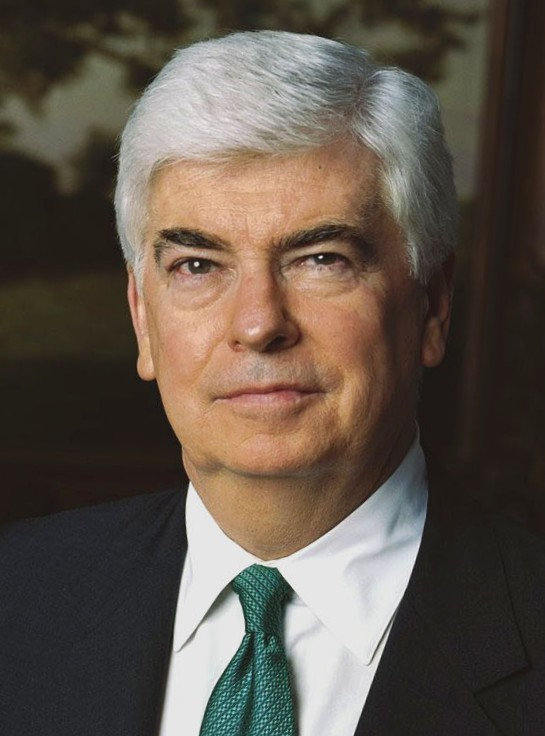
Candidat a la presidència derrotat Senador Christopher Dodd
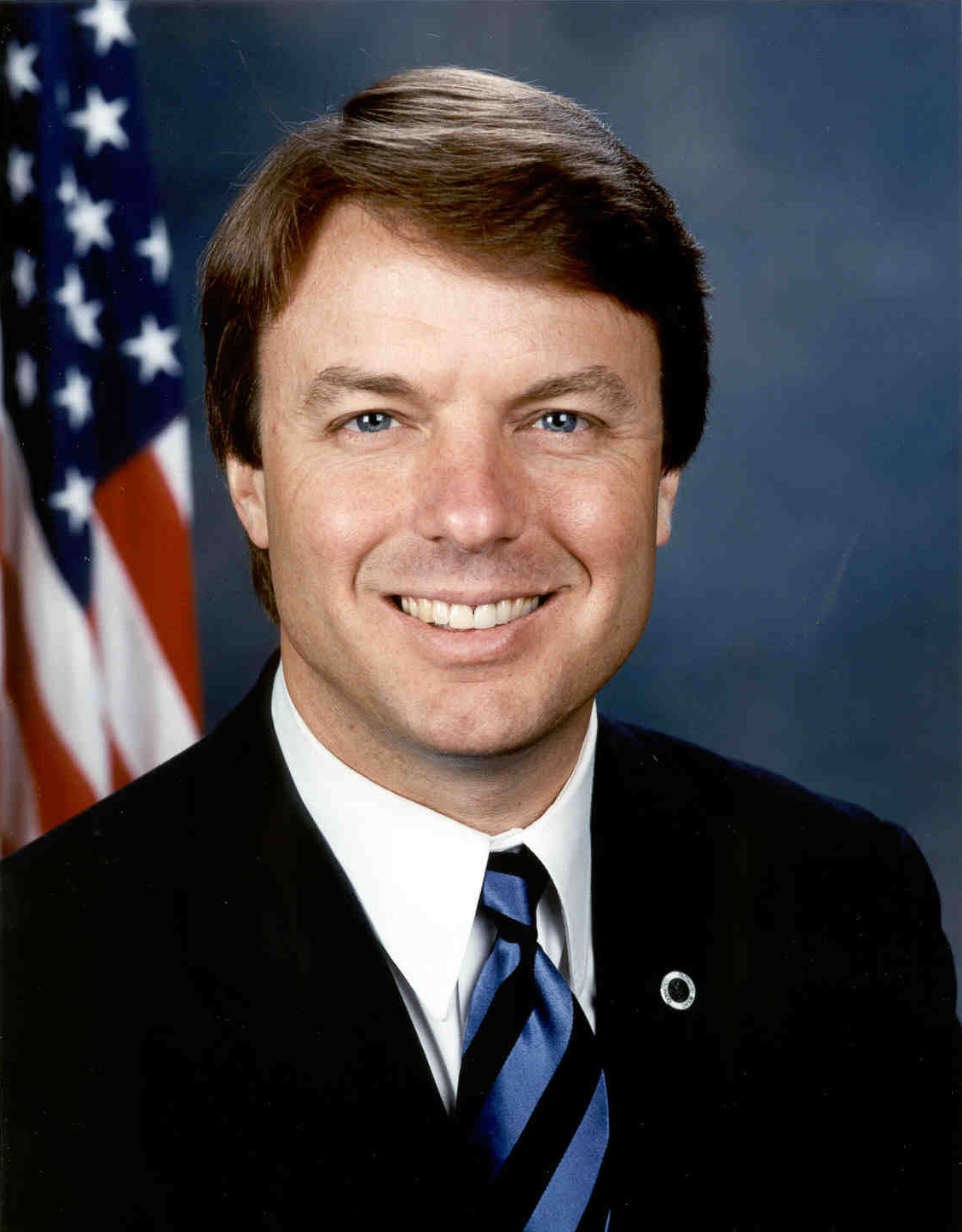
Candidat a la presidència derrotat Exsenador John Edwards
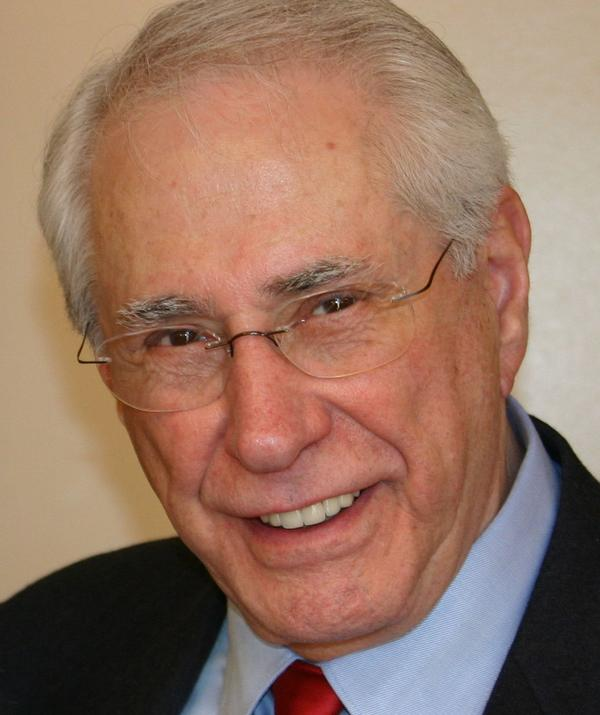
Candidat a la presidència derrotat Exsenador Mike Gravel
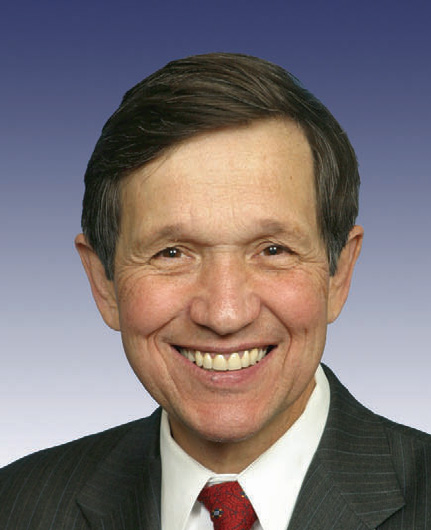
Candidat a la presidència derrotat Congressista i exalcalde Dennis Kucinich
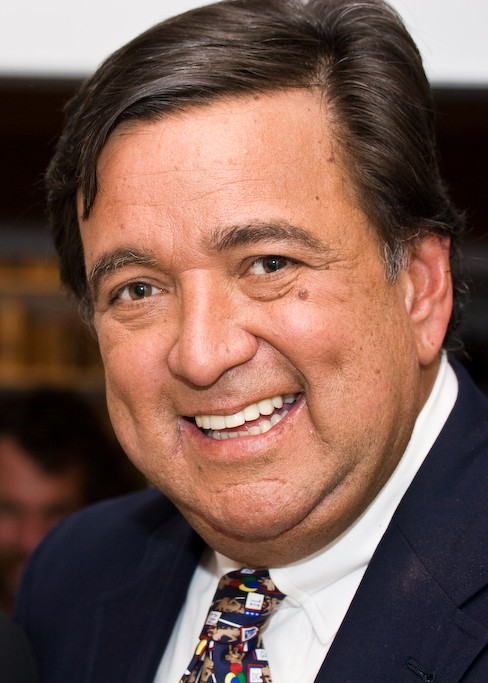
Candidat a la presidència derrotat Governador Bill Richardson
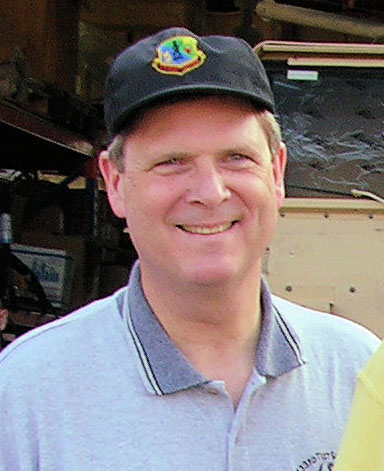
Candidat a la presidència derrotat Exgovernador Tom Vilsack

| Candidats | Delegats actuals¹ (3,253 de 3,409 totals)                                                           | Delegats esperats² (3,409 de 3,409 totals)                                                          | Superdelegats estimats² (694 de 825 totals)                                                         | Total de delegats estimats² (4,103 de 4,234 totals; se'n necessita 2,118 per guanyar)               |
| --- | --------------------------------------------------------------------------------------------------- | --------------------------------------------------------------------------------------------------- | --------------------------------------------------------------------------------------------------- | --------------------------------------------------------------------------------------------------- |
| Barack Obama | 1,661                                                                                               | 1,763                                                                                               | 438                                                                                                 | 2,201                                                                                               |
| Hillary Rodham Clinton | 1,592                                                                                               | 1,640                                                                                               | 256                                                                                                 | 1,896                                                                                               |
| John Edwards | –                                                                                                   | 6                                                                                                   | –                                                                                                   | 6                                                                                                   |
| Colors | Candidat guanyador Candidata que ha suspès la seva campanya Candidat que ha acabat la seva campanya | Candidat guanyador Candidata que ha suspès la seva campanya Candidat que ha acabat la seva campanya | Candidat guanyador Candidata que ha suspès la seva campanya Candidat que ha acabat la seva campanya | Candidat guanyador Candidata que ha suspès la seva campanya Candidat que ha acabat la seva campanya |
| Fonts: ¹ «Resultats de les primàries demòcrates». The New York Times, (sense data). ² «Centre d'eleccions 2008 Primàries i Caucus: Resultats: Demòcrates». CNN, (sense data). | | | | |

### Candidats delPartit Republicà

#### Candidats elegits
- Candidat a la Presidència:
Senador John McCain
- Candidata a la Vicepresidència:
Governadora Sarah Palin

#### Candidats derrotats

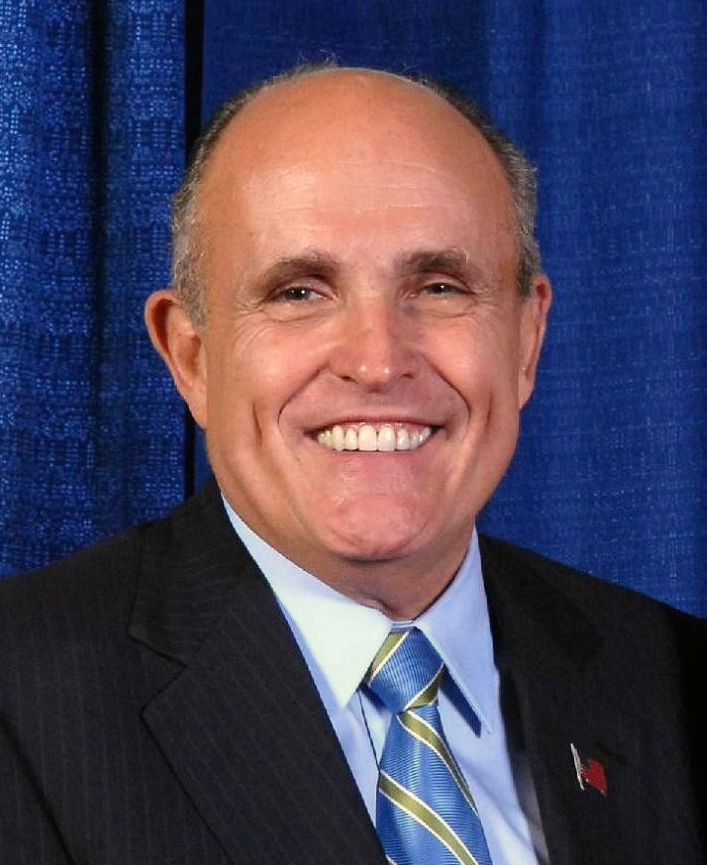
exalcalde de Nova York Rudy Giuliani
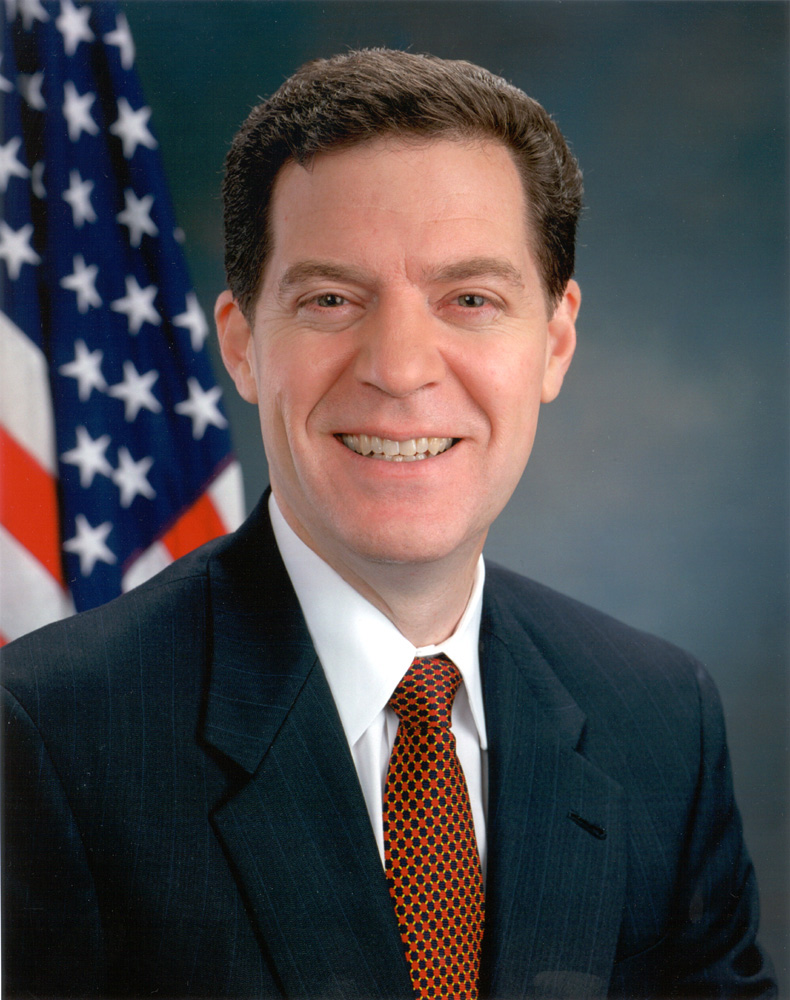
Senador Samuel Dale Brownback
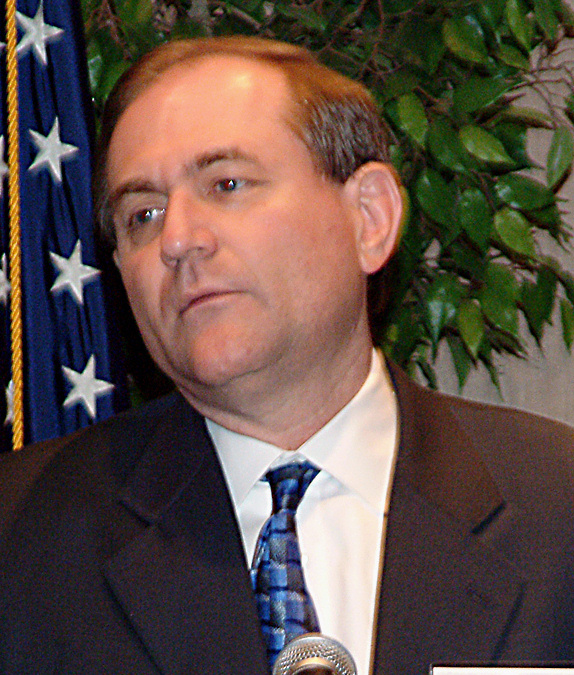
Exgovernador Jim Gilmore
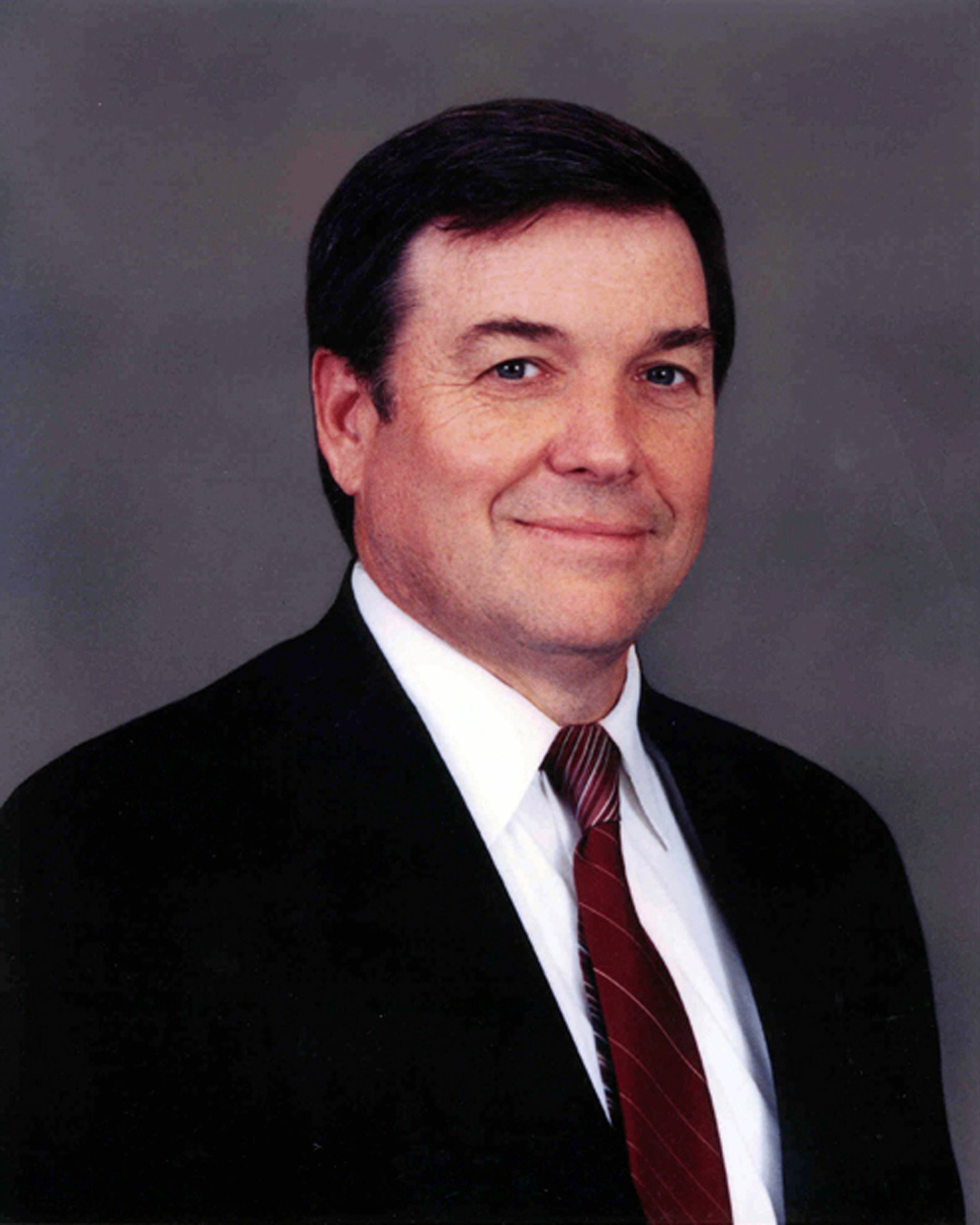
Congressista Duncan Lee Hunter
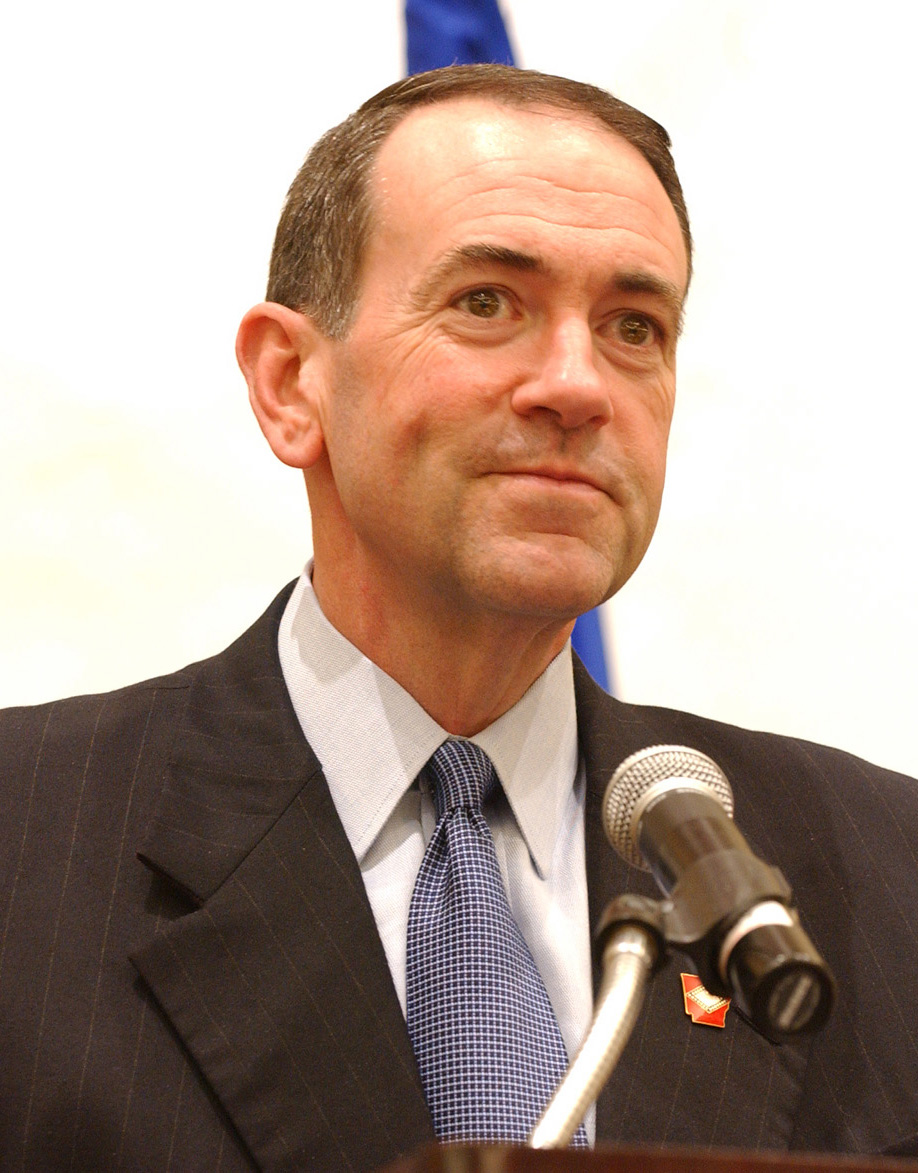
Exgovernador i exvicegovernador Mike Huckabee
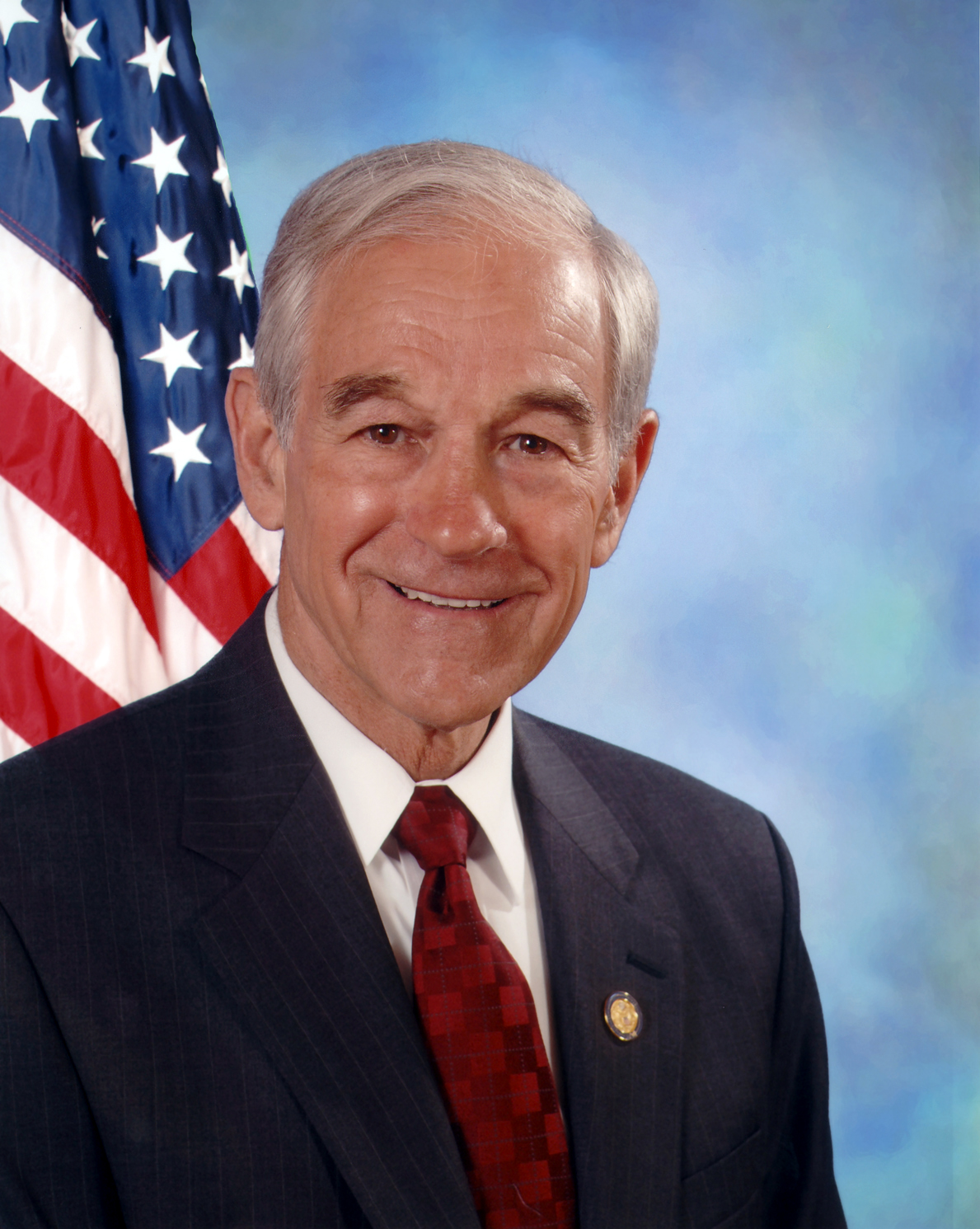
Congressista Ron Paul
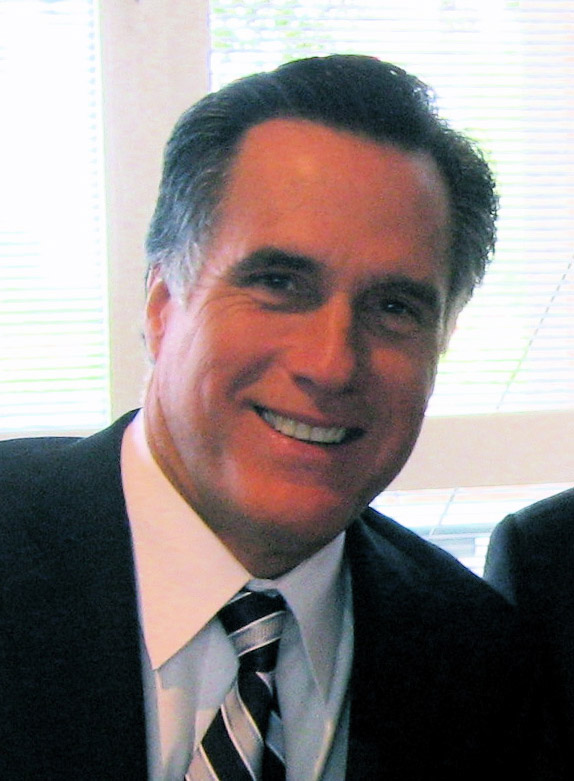
Exgovernador Mitt Romney
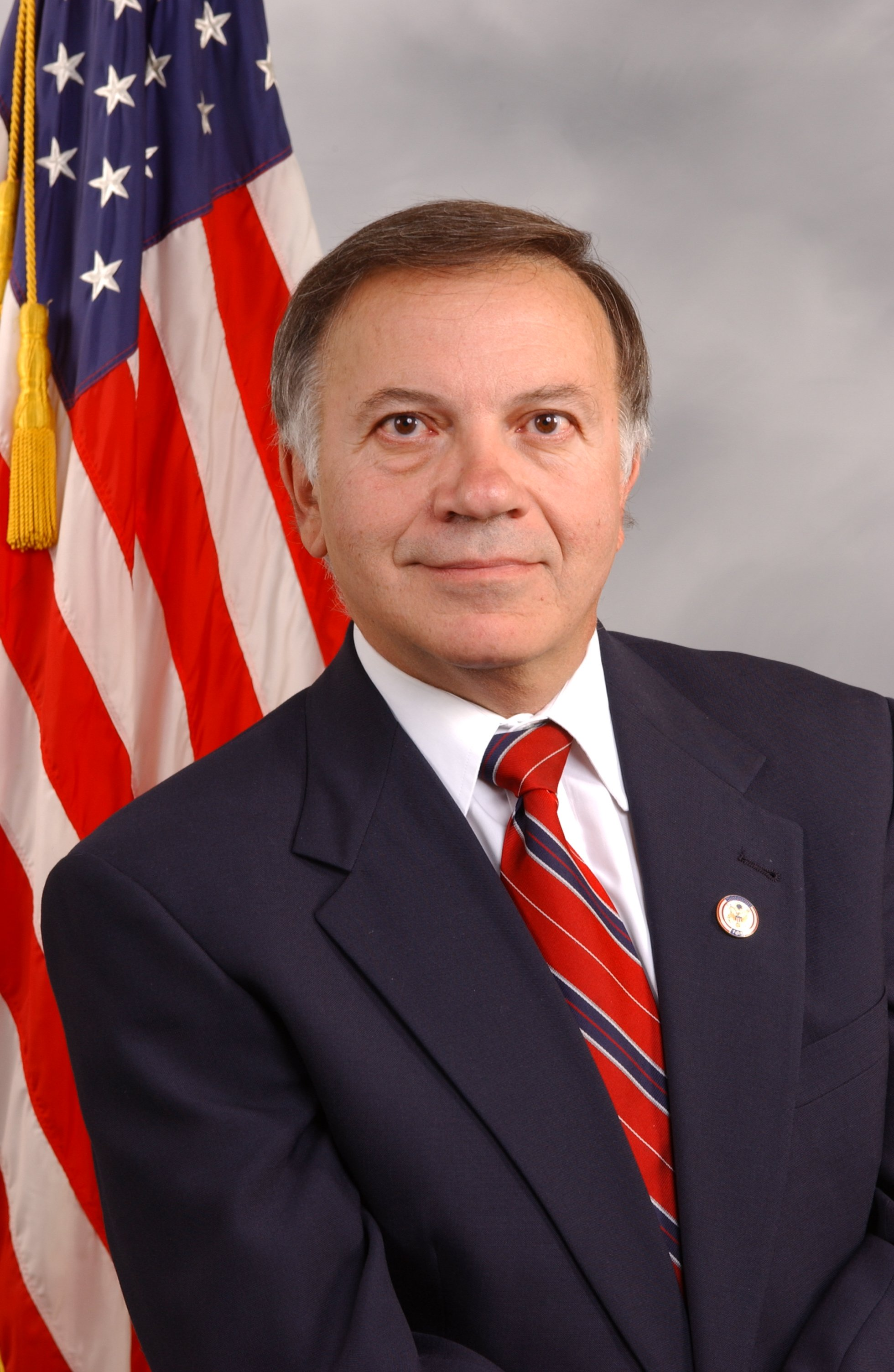
Congressista Thomas Gerard Tancredo
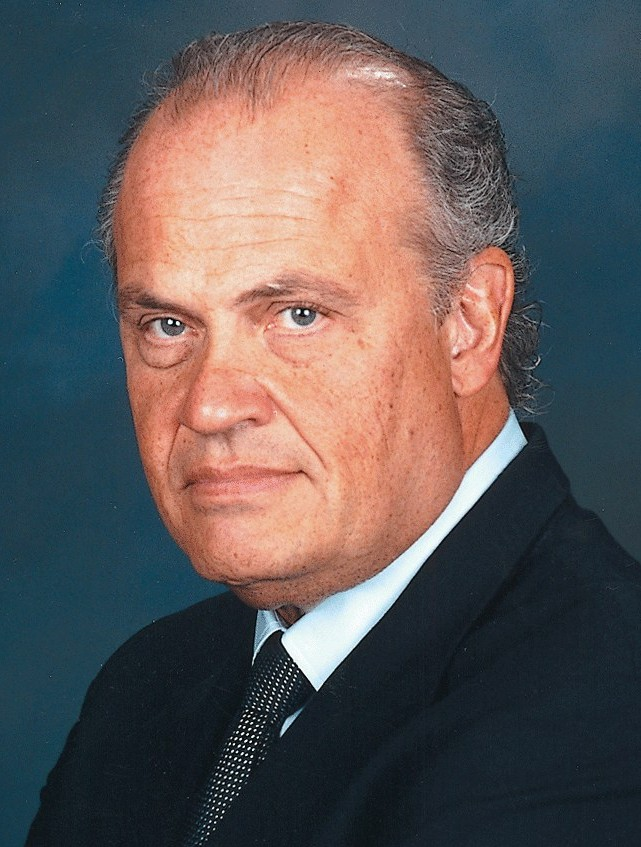
Exsenador Fred Dalton Thompson
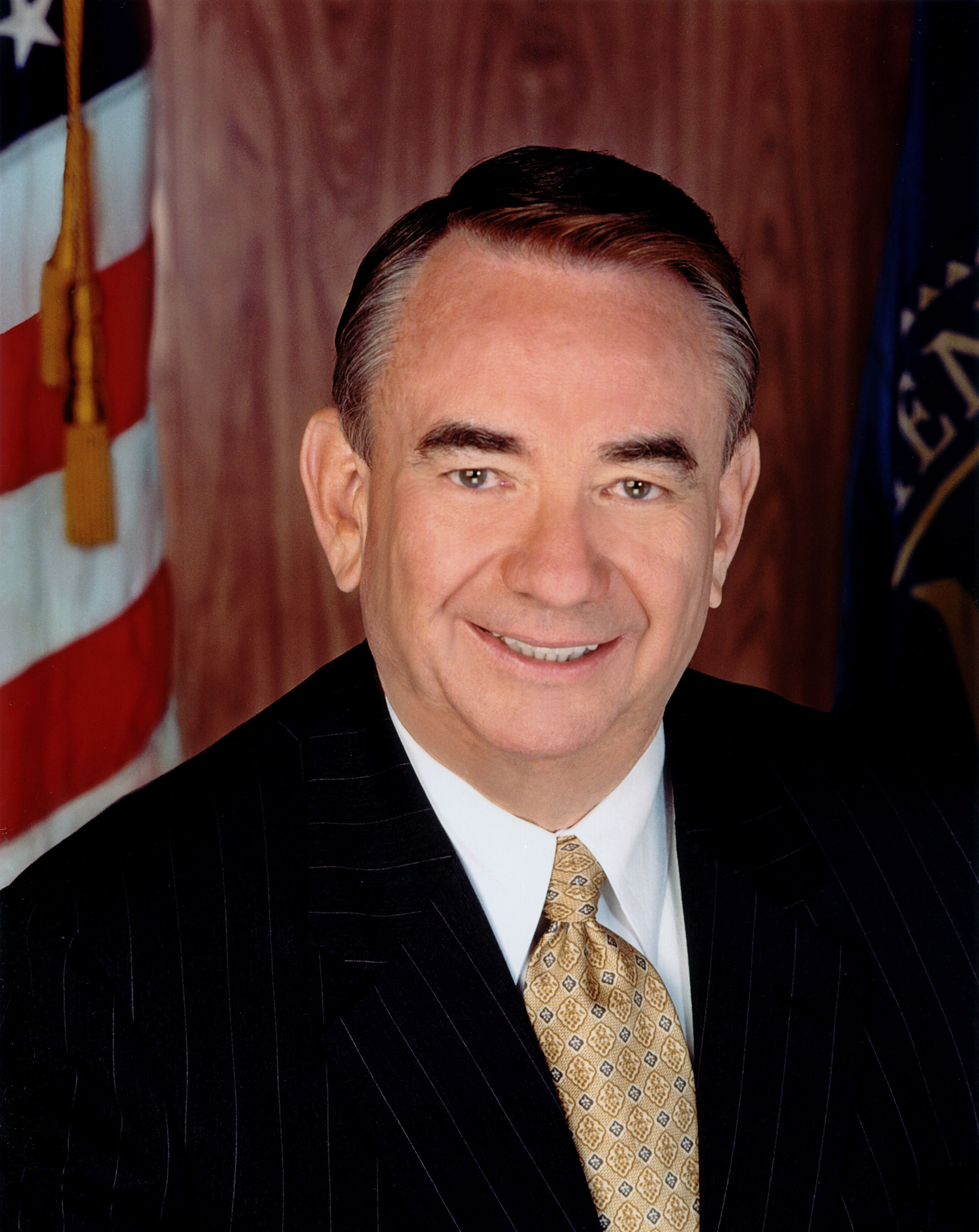
Exgovernador Tommy Thompson

| Candidats | Delegats actuals¹ (1,780 de 1,917) | Total de delegats estimats² (2,159 de 2,380; se'n necessita 1,191 per guanyar) |                                         |
| John McCain | 1,378                              | 1,575                                                                          |                                         |
| Mike Huckabee | 240                                | 278                                                                            |                                         |
| Mitt Romney | 148                                | 271                                                                            |                                         |
| Ron Paul | 14                                 | 35                                                                             |                                         |
| \| Colors: \| \| Candidat guanyador \| Candidat que ha acabat la seva campanya \|                                                                                       |                                    |                                                                                |                                         |
| Sources: ¹ «Resultats de les eleccions primàries». The New York Times, (sense data). ² «Centre d'eleccions 2008 - resultats primàries republicanes». CNN, (sense data). |                                    |                                                                                |                                         |
| Colors: |                                    | Candidat guanyador                                                             | Candidat que ha acabat la seva campanya |

### Candidats d'altres partits

#### Partit delTede Boston
- Candidat a la Presidència: Charles Jay (Florida)
- Candidat a la Vicepresidència: Thomas L. Knapp (Missouri)

#### Partit de la Constitució
- Candidat a la Presidència: Chuck Baldwin (Florida)
- Candidat a la Vicepresidència: Darrell Castle (Tennessee)

#### Partit Verd
- Candidata a la Presidència: Cynthia McKinney (Geòrgia)
- Candidata a la Vicepresidència: Rosa Clemente (Nova York)

#### Partit Llibertarià
- Candidat a la Presidència: Bob Barr (Geòrgia)
- Candidat a la Vicepresidència: Wayne Allyn Root (Nevada)

#### Partit de la Prohibició
- Candidat a la Presidència: Gene Amondson (Washington)
- Candidat a la Vicepresidència: Leroy Pletten (Michigan)

#### Partit Reformista
- Candidat a la Presidència: Ted Weill (Mississipi)
- Candidat a la Vicepresidència: Frank McEnulty (Califòrnia)

#### Partit pel Socialisme i l'Alliberament
- Candidata a la Presidència: Gloria La Riva (Califòrnia)
- Candidat a la Vicepresidència: Eugene Puryear (Washington DC)

#### Partit Socialista dels EUA
- Candidat a la Presidència: Brian Patrick Moore (Florida)
- Candidat a la Vicepresidència: Stewart Alexis Alexander (Califòrnia)

#### Partit Socialista dels Treballadors
- Candidat a la Presidència: Róger Calero (Nova York)
- Candidat a la Vicepresidència: Alyson Kennedy

### Candidats Independents

#### Keyes/Rohrbough
- Candidat a la Presidència: Alan Lee Keyes (Maryland)
- Candidat a la Vicepresidència: Brian Rohrbough (Colorado)

#### Nader/Gonzalez
- Candidat a la Presidència: Ralph Nader (Connecticut)
- Candidat a la Vicepresidència: Matt Gonzalez (Califòrnia)

## Sondeigs

### Demòcrata contra Republicà
| Agència del sondeig                                                                          | Data                                   | Demòcrata    | %         | Republicà   | %         | BO-JM   |
| -------------------------------------------------------------------------------------------- | -------------------------------------- | ------------ | --------- | ----------- | --------- | ------- |
| NBC News/Wall Street Journal (among likely voters)                                           | 31 d'octubre al 2 de novembre de 2008  | Barack Obama | 51%       | John McCain | 43%       | +8      |
| Rasmussen Daily Tracking Arxivat 2008-10-16 a Wayback Machine. (among "likely" voters)       | 31 d'octubre al 2 de novembre de 2008  | Barack Obama | 52%       | John McCain | 46%       | +6      |
| Gallup (among registered voters)                                                             | 31 d'octubre al 2 de novembre de 2008  | Barack Obama | 53%       | John McCain | 40%       | +13     |
| Investor's Business Daily/TIPP Arxivat 2008-11-05 a Wayback Machine. (among "likely voters") | 30 d'octubre al 2 de novembre de 2008  | Barack Obama | 48%       | John McCain | 43%       | +5      |
| ABC News/Washington Post (among "likely voters")                                             | 30 d'octubre a l'1 de novembre de 2008 | Barack Obama | 54%       | John McCain | 43%       | +11     |
| CNN (among "likely" voters)                                                                  | 30 d'octubre a l'1 de novembre de 2008 | Barack Obama | 51%       | John McCain | 44%       | +7      |
| Rasmussen Daily Tracking (among "likely" voters)                                             | 30 d'octubre a l'1 de novembre de 2008 | Barack Obama | 51%       | John McCain | 46%       | +5      |
| Investor's Business Daily/TIPP Arxivat 2008-11-05 a Wayback Machine. (among "likely voters") | 29 d'octubre a l'1 de novembre de 2008 | Barack Obama | 47%       | John McCain | 45%       | +2      |
| Pew Center for Research (among "likely voters")                                              | 29 d'octubre a l'1 de novembre de 2008 | Barack Obama | 49%       | John McCain | 42%       | +7      |
| Gallup Daily Tracking (among "registered voters")                                            | 29 al 31 d'octubre de 2008             | Barack Obama | 52%       | John McCain | 41%       | +11     |
| Rasmussen Daily Tracking (among "likely" voters)                                             | 29 al 31 d'octubre de 2008             | Barack Obama | 51%       | John McCain | 47%       | +4      |
| Reuters/CSPAN/Zogby (among "likely voters")                                                  | 27 al 29 d'octubre de 2008             | Barack Obama | 50%       | John McCain | 43%       | +7      |
| Gallup Daily Tracking (among registered voters)                                              | 26 al 28 d'octubre de 2008             | Barack Obama | 51%       | John McCain | 42%       | +9      |
| Rasmussen Daily Tracking Arxivat 2008-10-16 a Wayback Machine. (among "likely voters")       | 26 al 28 d'octubre de 2008             | Barack Obama | 50%       | John McCain | 47%       | +3      |
| Investors Business Daily/TIPP Arxivat 2008-11-05 a Wayback Machine. (among "likely voters")  | 24 al 28 d'octubre de 2008             | Barack Obama | 47%       | John McCain | 44%       | +3      |
| Reuters/CSPAN/Zogby (among "likely voters")                                                  | 25 al 27 d'octubre de 2008             | Barack Obama | 49%       | John McCain | 45%       | +4      |
| Rasmussen Daily Tracking Arxivat 2008-10-16 a Wayback Machine. (among "likely voters")       | 25 al 27 d'octubre de 2008             | Barack Obama | 51%       | John McCain | 46%       | +5      |
| Pew (among registered voters)                                                                | 23 al 26 d'octubre de 2008             | Barack Obama | 52%       | John McCain | 36%       | +16     |
| Gallup Daily Tracking (among registered voters)                                              | 23 al 25 d'octubre de 2008             | Barack Obama | 51%       | John McCain | 42%       |         |
| Reuters/CSPAN/Zogby (among "likely voters")                                                  | 20 al 22 d'octubre de 2008             | Barack Obama | 52%       | John McCain | 40%       | +12     |
| Reuters/CSPAN/Zogby (among "likely voters")                                                  | 19 al 21 d'octubre de 2008             | Barack Obama | 52%       | John McCain | 42%       | +10     |
| Daily Kos/Research 2000 Arxivat 2015-10-04 a Wayback Machine. (among "likely voters")        | 19 al 21 d'octubre de 2008             | Barack Obama | 50%       | John McCain | 42%       | +8      |
| AP-GfK (among "likely voters")                                                               | 16 al 20 d'octubre de 2008             | Barack Obama | 44%       | John McCain | 43%       | +1      |
| Reuters/CSPAN/Zogby (among "likely voters")                                                  | 18 al 20 d'octubre de 2008             | Barack Obama | 50%       | John McCain | 42%       | +8      |
| NBC News/Wall Street Journal (among registered voters)                                       | 17 al 20 d'octubre de 2008             | Barack Obama | 52%       | John McCain | 42%       | +10     |
| Gallup Daily Tracking (among registered voters)                                              | 17 al 19 d'octubre de 2008             | Barack Obama | 52%       | John McCain | 41%       | +11     |
| Pew Research Center (among registered voters)                                                | 16 al 19 d'octubre de 2008             | Barack Obama | 52%       | John McCain | 38%       | +14     |
| Gallup Daily Tracking (among registered voters)                                              | 14 al 16 d'octubre de 2008             | Barack Obama | 50%       | John McCain | 43%       | +7      |
| Gallup Daily Tracking (among registered voters)                                              | 13 al 15 d'octubre de 2008             | Barack Obama | 49%       | John McCain | 43%       | +6      |
| Reuters/CSPAN/Zogby (among "likely voters")                                                  | 11 al 15 d'octubre de 2008             | Barack Obama | 48%       | John McCain | 44%       | +4      |
| CBS News/New York Times                                                                      | 10 al 13 d'octubre de 2008             | Barack Obama | 53%       | John McCain | 39%       | +14     |
| ABC News/Washington Post (among "likely voters")                                             | 12 d'octubre de 2008                   | Barack Obama | 53%       | John McCain | 43%       | +10     |
| Gallup Daily Tracking (among registered voters)                                              | 10 al 12 d'octubre de 2008             | Barack Obama | 51%       | John McCain | 41%       | +10     |
| Daily Kos/Research 2000 Arxivat 2015-10-04 a Wayback Machine. (among "likely voters")        | 10 al 12 d'octubre de 2008             | Barack Obama | 52%       | John McCain | 40%       | +12     |
| Rasmussen Reports Tracking Arxivat 2008-10-16 a Wayback Machine. (among "likely voters")     | 10 al 12 d'octubre de 2008             | Barack Obama | 51%       | John McCain | 45%       | +6      |
| Gallup Daily Tracking (among registered voters)                                              | 9 al 10 d'octubre de 2008              | Barack Obama | 50%       | John McCain | 43%       | +7      |
| Daily Kos/Research 2000 Arxivat 2015-10-04 a Wayback Machine. (among "likely voters")        | 7 al 9 d'octubre de 2008               | Barack Obama | 52%       | John McCain | 40%       | +12     |
| Reuters/C-SPAN/Zogby (among "likely voters")                                                 | 7 al 9 d'octubre de 2008               | Barack Obama | 48%       | John McCain | 43%       | +5      |
| Daily Kos/Research 2000 Arxivat 2015-10-04 a Wayback Machine. (among "likely voters")        | 6 al 8 d'octubre de 2008               | Barack Obama | 51%       | John McCain | 41%       | +10     |
| Gallup Daily Tracking                                                                        | 5 al 7 d'octubre de 2008               | Barack Obama | 52%       | John McCain | 41%       | +11     |
| Daily Kos/Research 2000 Arxivat 2015-10-04 a Wayback Machine. (among "likely voters")        | 5 al 7 d'octubre de 2008               | Barack Obama | 51%       | John McCain | 41%       | +10     |
| Reuters/C-SPAN/Zogby (among "likely voters")                                                 | 5 al 7 d'octubre de 2008               | Barack Obama | 47%       | John McCain | 45%       | +2      |
| Daily Kos/Research 2000 Arxivat 2015-10-04 a Wayback Machine. (among "likely voters")        | 4 al 6 d'octubre de 2008               | Barack Obama | 52%       | John McCain | 40%       | +12     |
| CNN                                                                                          | 3 al 5 d'octubre de 2008               | Barack Obama | 53%       | John McCain | 45%       | +8      |
| Gallup Daily Tracking                                                                        | 3 al 5 d'octubre de 2008               | Barack Obama | 50%       | John McCain | 42%       | +8      |
| Daily Kos/Research 2000 Arxivat 2015-10-04 a Wayback Machine. (among "likely voters")        | 1 al 3 d'octubre de 2008               | Barack Obama | 51%       | John McCain | 40%       | +11     |
| CBS News                                                                                     | 27 al 30 de setembre de 2008           | Barack Obama | 49%       | John McCain | 40%       | +9      |
| Daily Kos/Research 2000 Arxivat 2015-10-04 a Wayback Machine. (among "likely voters")        | 28 al 30 de setembre de 2008           | Barack Obama | 51%       | John McCain | 41%       | +10     |
| Gallup Daily Tracking                                                                        | 27 al 29 de setembre de 2008           | Barack Obama | 49%       | John McCain | 43%       | +6      |
| Gallup Daily Tracking                                                                        | 25 al 27 de setembre de 2008           | Barack Obama | 50%       | John McCain | 42%       | +8      |
| CBS News                                                                                     | 23 al 25 de setembre de 2008           | Barack Obama | 47%       | John McCain | 42%       | +5      |
| Rasmussen Reports Tracking Arxivat 2008-10-16 a Wayback Machine. (among "likely voters")     | 23 al 25 de setembre de 2008           | Barack Obama | 50%       | John McCain | 45%       | +5      |
| Daily Kos/Research 2000 Arxivat 2015-10-04 a Wayback Machine. (among "likely voters")        | 22 al 24 de setembre 2008              | Barack Obama | 49%       | John McCain | 43%       | +6      |
| ABC News/Washington Post (among "likely voters")                                             | 23 de setembre de 2008                 | Barack Obama | 52%       | John McCain | 43%       | +9      |
| Gallup Daily Tracking                                                                        | 21 al 23 de setembre de 2008           | Barack Obama | 47%       | John McCain | 44%       | +3      |
| Daily Kos/Research 2000 Arxivat 2015-10-04 a Wayback Machine. (among "likely voters")        | 19 al 21 de setembre de 2008           | Barack Obama | 49%       | John McCain | 42%       | +7      |
| Gallup Daily Tracking                                                                        | 19 al 20 de setembre de 2008           | Barack Obama | 50%       | John McCain | 44%       | +6      |
| Daily Kos/Research 2000 Arxivat 2015-10-04 a Wayback Machine. (among "likely voters")        | 17 al 19 de setembre de 2008           | Barack Obama | 49%       | John McCain | 43%       | +6      |
| Gallup Daily Tracking                                                                        | 16 al 18 de setembre de 2008           | Barack Obama | 49%       | John McCain | 44%       | +5      |
| Rasmussen Reports Tracking Arxivat 2008-10-16 a Wayback Machine. (among "likely voters")     | 15 al 17 de setembre de 2008           | Barack Obama | 48%       | John McCain | 48%       | 0       |
| CBS News (among "likely voters")                                                             | 12 al 16 de setembre de 2008           | Barack Obama | 48% (49%) | John McCain | 43% (44%) | +5 (+5) |
| Gallup Daily Tracking                                                                        | 13 al 15 de setembre de 2008           | Barack Obama | 46%       | John McCain | 47%       | -1      |
| Daily Kos/Research 2000 Arxivat 2015-10-04 a Wayback Machine. (among "likely voters")        | 13 al 15 de setembre de 2008           | Barack Obama | 47%       | John McCain | 43%       | +4      |
| ARG (among "likely voters")                                                                  | 13 al 15 de setembre de 2008           | Barack Obama | 45%       | John McCain | 48%       | -3      |
| Gallup Daily Tracking                                                                        | 11 al 13 de setembre de 2008           | Barack Obama | 45%       | John McCain | 47%       | -2      |
| Newsweek                                                                                     | 10 a l'11 de setembre de 2008          | Barack Obama | 46%       | John McCain | 46%       | 0       |
| FOX News                                                                                     | 8 al 9 de setembre de 2008             | Barack Obama | 42%       | John McCain | 45%       | -3      |
| InsiderAdvantage/Poll Position Arxivat 2008-09-13 a Wayback Machine.                         | 8 de setembre de 2008                  | Barack Obama | 46%       | John McCain | 46%       | 0       |
| Diageo/Hotline Daily Tracking Arxivat 2006-02-19 a Wayback Machine.                          | 7 al 9 de setembre de 2008             | Barack Obama | 45%       | John McCain | 45%       | 0       |
| NBC News/Wall Street Journal                                                                 | 6 al 8 de setembre de 2008             | Barack Obama | 47%       | John McCain | 46%       | +1      |
| ARG Arxivat 2008-09-18 a Wayback Machine.                                                    | 6 al 8 de setembre de 2008             | Barack Obama | 47%       | John McCain | 46%       | +1      |
| Gallup Daily Tracking                                                                        | 6 al 8 de setembre de 2008             | Barack Obama | 44%       | John McCain | 49%       | -5      |
| CBS News/New York Times                                                                      | 5 al 7 de setembre de 2008             | Barack Obama | 44%       | John McCain | 46%       | -2      |
| ABC News/Washington Post                                                                     | 5 al 7 de setembre de 2008             | Barack Obama | 47%       | John McCain | 49%       | -2      |
| CNN                                                                                          | 5 al 7 de setembre de 2008             | Barack Obama | 48%       | John McCain | 48%       | 0       |
| USA Today/Gallup                                                                             | 5 al 7 de setembre de 2008             | Barack Obama | 46%       | John McCain | 50%       |         |
| Zogby International Arxivat 2008-09-08 a Wayback Machine.                                    | 5 al 6 de setembre de 2008             | Barack Obama | 46%       | John McCain | 49%       | -3      |
| Rasmussen Reports Tracking Arxivat 2008-10-16 a Wayback Machine.                             | 3 al 5 de setembre de 2008             | Barack Obama | 49%       | John McCain | 46%       | +3      |
| Investors Business Daily Arxivat 2008-09-18 a Wayback Machine.                               | 2 al 7 de setembre de 2008             | Barack Obama | 45%       | John McCain | 40%       | +5      |
| YouGov-Economist Arxivat 2008-12-03 a Wayback Machine.                                       | 1 al 3 de setembre de 2008             | Barack Obama | 42%       | John McCain | 39%       | +3      |
| DemCorps Arxivat 2008-09-18 a Wayback Machine.                                               | 1 al 3 de setembre de 2008             | Barack Obama | 49%       | John McCain | 44%       | +5      |
| Gallup Daily Tracking                                                                        | 30 d'agost a l'1 de setembre de 2008   | Barack Obama | 50%       | John McCain | 42%       | +8      |
| USA Today/Gallup                                                                             | 30 al 31 d'agost de 2008               | Barack Obama | 50%       | John McCain | 43%       | +7      |
| ARG/National Arxivat 2008-09-18 a Wayback Machine.                                           | 30 al 31 d'agost de 2008               | Barack Obama | 49%       | John McCain | 43%       | +6      |
| Diageo/Hotline Arxivat 2008-09-18 a Wayback Machine.                                         | 29 al 31 d'agost de 2008               | Barack Obama | 48%       | John McCain | 39%       | +9      |
| CBS News                                                                                     | 29 al 31 d'agost de 2008               | Barack Obama | 48%       | John McCain | 40%       | +8      |
| Rasmussen Reports Tracking Arxivat 2008-03-21 a Wayback Machine.                             | 26 al 28 d'agost de 2008               | Barack Obama | 49%       | John McCain | 45%       | +4      |
| Gallup Daily Tracking                                                                        | 23 al 25 d'agost de 2008               | Barack Obama | 48%       | John McCain | 42%       | +6      |
| Gallup Daily Tracking                                                                        | 27 al 29 d'agost de 2008               | Barack Obama | 49%       | John McCain | 41%       | +8      |
| Gallup Daily Tracking                                                                        | 26 al 28 d'agost de 2008               | Barack Obama | 49%       | John McCain | 41%       | +8      |
| Rasmussen Reports Tracking Arxivat 2008-03-21 a Wayback Machine.                             | 26 al 28 d'agost de 2008               | Barack Obama | 46%       | John McCain | 43%       | +3      |
| Gallup Daily Tracking                                                                        | 28 d'agost de 2008                     | Barack Obama | 48%       | John McCain | 42%       | +6      |
| Rasmussen Reports Tracking Arxivat 2008-03-21 a Wayback Machine.                             | 28 d'agost de 2008                     | Barack Obama | 47%       | John McCain | 47%       | 0       |
| Rasmussen Reports Tracking Arxivat 2008-03-21 a Wayback Machine.                             | 27 d'agost de 2008                     | Barack Obama | 46%       | John McCain | 47%       | -1      |
| Rasmussen Reports Tracking Arxivat 2008-03-21 a Wayback Machine.                             | 26 d'agost de 2008                     | Barack Obama | 46%       | John McCain | 46%       | 0       |
| Gallup Daily Tracking                                                                        | 23 al 25 d'agost de 2008               | Barack Obama | 44%       | John McCain | 46%       | -2      |

#### Quatre candidats
| Agència del sondeig                                     | Date                         | Demòcrata    | %   | Republicà   | %   | Llibertarià | %  | Independent | %  |
| ------------------------------------------------------- | ---------------------------- | ------------ | --- | ----------- | --- | ----------- | -- | ----------- | -- |
| Ipsos/McClatchy Arxivat 2008-09-18 a Wayback Machine.   | 11 al 15 de setembre de 2008 | Barack Obama | 45% | John McCain | 45% | Bob Barr    | 1% | Ralph Nader | 2% |
| USA Election Polls                                      | 23 al 24 d'agost de 2008     | Barack Obama | 45% | John McCain | 42% | Bob Barr    | 4% | Ralph Nader | 1% |
| The Times/Bloomberg Poll                                | 19 al 23 de juny de 2008     | Barack Obama | 48% | John McCain | 33% | Bob Barr    | 4% | Ralph Nader | 3% |
| Rasmussen Reports Arxivat 2008-06-25 a Wayback Machine. | 18 de maig de 2008           | Barack Obama | 42% | John McCain | 38% | Bob Barr    | 6% | Ralph Nader | 4% |

## Resultats

### Nacionals
Eleccions presidencials dels Estats Units del 4 de novembre de 2008 
| Candidatures                                            | Vots        | %       | Vots electorals |
| ------------------------------------------------------- | ----------- | ------- | --------------- |
| Partit Demòcrata - Barack Obama/Joe Biden               | 69,456,897  | 52,92%  | 365             |
| Partit Republicà - John McCain/Sarah Palin              | 59,934,814  | 45,66%  | 173             |
| Candidatura Independent - Ralph Nader/Matt Gonzalez     | 738,475     | 0,56%   | 0               |
| Partit Llibertarià - Bob Barr/Wayne Allyn Root          | 523,686     | 0,40%   | 0               |
| Partit de la Constitució - Chuck Baldwin/Darrell Castle | 199,314     | 0,15%   | 0               |
| Partit Verd - Cynthia McKinney/Rosa Clemente            | 161,603     | 0,12%   | 0               |
| Altres Candidatures                                     | 226,908     | 0,17%   | 0               |
| Total                                                   | 131,257,328 | 100,00% | 538             |

Participació
- Participació total: 61,70%
- Abstenció total: 38,30%

### Per estat
| Estats/distríctes guanyats per Obama/Biden  |
| Estats/distríctes guanyats per McCain/Palin |

| State                    | Electors | Obama      | McCain     | Nader   | Barr    | Baldwin | McKinney | Altres  |
| ------------------------ | -------- | ---------- | ---------- | ------- | ------- | ------- | -------- | ------- |
| Alabama                  | 9        | 813,479    | 1,266,546  | 6,788   | 4,991   | 4,310   |          | 3,705   |
| Alaska                   | 3        | 123,594    | 193,841    | 3,783   | 1,589   | 1,660   |          | 1,730   |
| Arizona                  | 10       | 1,034,707  | 1,230,111  | 11,301  | 12,555  | 1,371   | 3,406    | 24      |
| Arkansas                 | 6        | 422,310    | 638,017    | 12,882  | 4,776   | 4,023   | 3,470    | 1,139   |
| Califòrnia               | 55       | 8,274,473  | 5,011,781  | 108,381 | 67,582  | 3,145   | 38,774   | 57,764  |
| Carolina del Nord        | 15       | 2,142,651  | 2,128,474  | 1,448   | 25,722  |         | 158      | 13,942  |
| Carolina del Sud         | 8        | 862,449    | 1,034,896  | 5,053   | 7,283   | 6,827   | 4,461    |         |
| Colorado                 | 9        | 1,288,576  | 1,073,589  | 13,350  | 10,897  | 6,233   | 2,822    | 5,894   |
| Connecticut              | 7        | 997,772    | 629,428    | 19,162  |         | 311     | 90       | 29      |
| Dakota del Nord          | 3        | 141,278    | 168,601    | 4,189   | 1,354   | 1,199   |          |         |
| Dakota del Sud           | 3        | 170,924    | 203,054    | 4,267   | 1,835   | 1,895   |          |         |
| Delaware                 | 3        | 255,459    | 152,374    | 2,401   | 1,109   | 626     | 385      | 58      |
| Florida                  | 27       | 4,282,074  | 4,045,624  | 28,124  | 17,218  | 7,915   | 2,887    | 6,902   |
| Geòrgia                  | 15       | 1,844,137  | 2,048,744  | 1,120   | 28,812  | 1,314   | 250      | 62      |
| Hawaii                   | 4        | 325,871    | 120,566    | 3,825   | 1,314   | 1,013   | 979      |         |
| Idaho                    | 4        | 236,440    | 403,012    | 7,175   | 4,747   | 3,658   |          |         |
| Illinois                 | 21       | 3,419,673  | 2,031,527  | 30,952  | 19,645  | 8,256   | 11,838   | 1,160   |
| Indiana                  | 11       | 1,374,039  | 1,345,648  | 909     | 29,257  | 1,024   | 87       | 90      |
| Iowa                     | 7        | 828,940    | 682,379    | 8,014   | 4,590   | 4,445   | 1,423    | 7,332   |
| Kansas                   | 6        | 514,765    | 699,655    | 10,527  | 6,706   | 4,148   | 35       | 36      |
| Kentucky                 | 8        | 751,985    | 1,048,462  | 15,378  | 5,989   | 4,694   |          |         |
| Louisiana                | 9        | 782,989    | 1,148,275  | 6,997   |         | 2,581   | 9,187    | 10,732  |
| Maine                    | 2*       | 421,923    | 295,273    | 10,636  | 251     | 177     | 2,900    | 431     |
| 1r Districte de Maine    | 1        | 232,145    | 144,604    | 5,263   |         |         | 1,362    | 252     |
| 2n Districte de Maine    | 1        | 189,778    | 150,669    | 5,373   |         |         | 1,538    | 179     |
| Maryland                 | 10       | 1,629,467  | 959,862    | 14,713  | 9,842   | 3,760   | 4,747    | 9,205   |
| Massachusetts            | 12       | 1,904,097  | 1,108,854  | 28,841  | 13,189  | 4,971   | 6,550    | 14,483  |
| Michigan                 | 17       | 2,872,579  | 2,048,639  | 33,085  | 23,716  | 14,685  | 8,892    | 170     |
| Minnesota                | 10       | 1,573,354  | 1,275,409  | 30,152  | 9,174   | 6,787   | 5,174    | 10,319  |
| Mississipi               | 6        | 554,662    | 724,597    | 4,011   | 2,529   | 2,551   | 1,034    | 481     |
| Missouri                 | 11       | 1,441,911  | 1,445,814  | 17,813  | 11,386  | 8,201   | 80       |         |
| Montana                  | 3        | 231,667    | 242,763    | 3,686   | 1,355   | 143     | 23       | 10,638  |
| Nebraska                 | 2*       | 333,319    | 452,979    | 5,406   | 2,740   | 2,972   | 1,028    | 2,837   |
| 1r Districte de Nebraska | 1        | 121,468    | 148,179    | 1,970   | 929     | 1,019   | 393      |         |
| 2n Districte de Nebraska | 1        | 138,752    | 135,439    | 1,621   | 1,007   | 604     | 321      |         |
| 3r Districte de Nebraska | 1        | 73,099     | 169,361    | 1,815   | 804     | 1,349   | 314      |         |
| Nevada                   | 5        | 533,736    | 412,827    | 6,150   | 4,263   | 3,194   | 1,411    | 6,267   |
| Nou Hampshire            | 4        | 384,826    | 316,534    | 3,503   | 2,217   | 226     | 40       | 3,624   |
| Nou Mèxic                | 5        | 472,422    | 346,832    | 5,327   | 2,428   | 1,597   | 1,552    |         |
| Nova Jersey              | 15       | 2,215,422  | 1,613,207  | 21,298  | 8,441   | 3,956   | 3,636    | 2,277+  |
| Nova York                | 31       | 4,769,700  | 2,742,298  | 41,086  | 19,513  | 614     | 12,729   | 8,873   |
| Ohio                     | 20       | 2,933,388  | 2,674,491  | 42,288  | 19,888  | 12,550  | 8,513    | 7,142   |
| Oklahoma                 | 7        | 502,496    | 960,165    |         |         |         |          |         |
| Oregon                   | 7        | 1,037,291  | 738,475    | 18,614  | 7,635   | 7,693   | 4,543    | 13,613  |
| Pennsilvània             | 21       | 3,276,363  | 2,655,885  | 42,977  | 19,912  | 1,092   |          |         |
| Rhode Island             | 4        | 296,571    | 165,391    | 4,829   | 1,382   | 675     | 797      | 122     |
| Tennessee                | 11       | 1,087,437  | 1,479,178  | 11,560  | 8,547   | 8,191   | 2,499    | 2,337   |
| Texas                    | 34       | 3,528,633  | 4,479,328  | 5,440   | 56,116  | 5,395   | 831      | 2,781   |
| Utah                     | 5        | 327,670    | 596,030    | 8,416   | 6,966   | 12,012  | 982      | 294     |
| Vermont                  | 3        | 219,262    | 98,974     | 3,339   | 1,067   | 500     | 66       | 1,904   |
| Virgínia                 | 13       | 1,959,532  | 1,725,005  | 11,483  | 11,067  | 7,474   | 2,344    | 6,355   |
| Virgínia de l'Oest       | 5        | 303,857    | 397,466    | 7,219   |         | 2,465   | 2,355    | 89      |
| Washington               | 11       | 1,750,848  | 1,229,216  | 29,489  | 12,728  | 9,432   | 3,819    | 1,346   |
| Washington DC            | 3        | 245,800    | 17,367     | 958     |         |         | 590      | 1,138   |
| Wisconsin                | 10       | 1,677,211  | 1,262,393  | 17,605  | 8,858   | 5,072   | 4,216    | 8,062   |
| Wyoming                  | 3        | 82,868     | 164,958    | 2,525   | 1,594   | 1,192   |          | 1,521   |
| Total EUA                | 538      | 69,456,897 | 59,934,814 | 738,475 | 523,686 | 199,314 | 161,603  | 226,908 |